# قدرت گرفتن (آلبوم)
قدرت گرفتن (انگلیسی: Power Up) هفدهمین آلبوم استودیویی ای‌سی/دی‌سی، بند راک استرالیایی است که در ۱۳ نوامبر ۲۰۲۰ از طریق کلمبیا رکوردز و سونی استرالیا منتشر شد. این شانزدهمین آلبوم استودیویی آنها در جهان و هفدهمین آلبوم استودیویی بند است که در استرالیا منتشر می‌شود. قدرت گرفتن نشانهٔ بازگشت خواننده آواز قدرت گرفتن'، درامر فیل راد و بیسیست کلیف ویلیامز است که همه آنها ای‌سی/دی‌سی را پیش، در حین یا بعد از تور پشتیبانی از آلبوم پیشین خود یا راک یا بیچارگی (۲۰۱۴) ترک کردند. این همچنین نخستین آلبوم گروه از زمان درگذشت بنیانگذار و گیتاریست ریتم مالکوم یانگ در سال ۲۰۱۷ است و به گفته برادرش انگس این اثر ادای احترام به او است. این آلبوم به‌طور کلی مورد استقبال منتقدان موسیقی قرار گرفت و در ۲۱ کشور به شمارهٔ یک جدول رسید. آلبوم در سراسر جهان ۱٫۴ میلیون نسخه فروخته‌است. به دلیل دنیاگیری کووید-۱۹ هنوز تور پشتیبانی از آلبوم اعلام نشده‌است.